# حمامى النهايات الناجمة عن العلاج الكيميائي
حُمامى النهايات الناجمة عن العلاج الكيميائي هي احمرار وتورم وخدر وتوسف (انسلاخ أو تقشير الجلد) في راحتي اليدين وأخمصي القدمين (وأحيانًا في الركبتين والمرفقين وفي أي مكان آخر) والتي قد تحدث بعد العلاج الكيميائي لمرضى السرطان. قد تظهر متلازمة اليد والقدم في مرض فقر الدم المنجلي في بعض الحالات النادرة. تُميز هذه التغييرات الجلدية بسهولة. عادةً ما تختفي حمامي النهايات في غضون أسابيع قليلة بعد التوقف عن تناول الدواء المسبب.

## العلامات والأعراض
قد تحدث الأعراض في أي مكان خلال أيام إلى أشهر بعد تناول الدواء المسبب، اعتمادًا على الجرعة وسرعة الإعطاء. يعاني المريض في البداية من وخز و/أو خدر في راحتي اليدين وأخمصي القدمين. يتبع ذلك بعد يومين إلى أربعة أيام احمرار شديد يكون متناظرًا ومحددًا بوضوح.
في الحالات الشديدة، قد يتبع ذلك ألم حارق وتورم وتبثر وتقرح وتقشير في الجلد. يحدث الشفاء دون تندب ما لم يكن هناك تقرح أو نخر في الجلد (تموت الخلايا الجلدية). مع كل جرعة لاحقة من العلاج الكيميائي، سيظهر رد الفعل بشكل أسرع، ويكون أكثر حدة ويستغرق وقتًا أطول للشفاء.

## الأسباب
حمامى النهايات هي رد فعل ضائر شائع لأدوية العلاج الكيميائي السامة للخلايا، خاصةً كابوزانتينيب، سيتارابين، دوكسوروبيسين، وفلورويوراسيل وطليعته الدوائية كابسيتابين.
ارتبطت علاجات السرطان الموجهة، خاصةً مثبطات كيناز التيروسين، سورانيب وسونيتينيب، أيضًا بارتفاع معدل الإصابة بحمامى النهايات. مع ذلك، يبدو أن حمامى النهايات الناجمة عن مثبطات كيناز التيروسين تختلف نوعًا ما عن حمامى النهايات الناجمة عن أدوية العلاج الكيميائي التقليدية.

## الإمراضية
يعد عسر الحس الراحي الأخمصي مجهول السبب. تستند الفرضيات الحالية إلى تأثر اليدين والقدمين فقط به، وتعزو ذلك إلى الاختلافات في درجة الحرارة، وتشريح الأوعية الدموية، والاختلافات في أنماط الخلايا (خلايا البشرة والغدد المفرزة سريعة الانقسام).[بحاجة لمصدر]
في حالة عسر الحس الراحي الأخمصي الناجم عن عقار دوكسوروبيسين، فُسرت الآلية التالية: يترسب العرق وينشر الدواء على سطح الجلد؛ ثم يخترق الدواء الطبقة المتقرنة كعامل خارجي؛ تحتوي الراحتان والأخمصان على كثافة عالية من الغدد العرقية، وتكون الطبقة المتقرنة فيها أكثر سماكةً من بقية الجسم بنحو 10 مرات، وتصبح خزانًا فعالاً طويل الأمد للدوكسوروبيسين المخترق، والذي كان قد ترسب على الجلد من قبل.

## الوقاية
قد يساعد تبريد اليدين والقدمين أثناء العلاج الكيميائي في منع عسر الحس الراحي الأخمصي. تدعم دراسات سريرية صغيرة هذه الفرضية بالإضافة إلى مجموعة متنوعة من الأساليب الأخرى لعلاج أو الوقاية من حمامى النهايات، رغم عدم إثبات أي منها عبر تجربة سريرية عشوائية خاضعة للرقابة ذات حجم كافٍ.
يساعد تعديل بعض الأنشطة اليومية لتقليل الاحتكاك وتعريض اليدين والقدمين للحرارة لفترة من الوقت بعد العلاج (نحو أسبوع واحد بعد العلاج الوريدي، وقدر الإمكان في أثناء فترة تناول الأدوية عن طريق الفم، مثل كابسيتابين).
- تجنب تعريض اليدين والقدمين للماء الساخن لفترات طويلة مثل عند غسل الأطباق أو الاستحمام لفترة طويلة في الدش أو المغطس.
- يقلل الاستحمام في الماء الفاتر لفترة قصيرة من تعريض أخمصي القدمين للدواء.
- عدم ارتداء قفازات غسل الصحون، لأن المطاط ينقل الحرارة إلى راحتي اليدين.
- تجنب الضغط الزائد على أخمصي القدمين أو راحتي اليدين.
- تجنب الهرولة والتمارين الرياضية والمشي السريع والقفز - تجنب المشي لأيام طويلة.
- يجب أيضًا تجنب استخدام أدوات البستنة والأدوات المنزلية مثل مفكات البراغي والمهام الأخرى التي تتطلب ضغط اليدين على سطح صلب.
- قد يؤدي استخدام السكاكين لتقطيع الطعام أيضًا إلى زيادة الضغط والاحتكاك في راحتي اليدين.[12]